# Stragania hualpaiana
Stragania hualpaiana är en insektsart som beskrevs av Knull 1949. Stragania hualpaiana ingår i släktet Stragania och familjen dvärgstritar. Inga underarter finns listade i Catalogue of Life.